# Samir Ferchichi
Samir Ferchichi (* 28. Mai 1985 in Minden) ist ein deutsch-tunesischer Fußballtrainer und ehemaliger Fußballspieler. 

## Werdegang
Samir Ferchichi spielte als Aktiver für den Bezirksligisten TuS Petershagen/Ovenstädt. Im Jahre 2012 wechselte er zum Mindenener Kreisligisten TuS Windheim, mit dem er drei Jahre später in die Bezirksliga aufstieg. Zuletzt war er in der Saison 2018/19 für den Verein Can Mozaik Hannover in der 1. Kreisklasse aktiv. Ab 2018 wirkte Ferchichi als sportlicher Leiter beim TSV Havelse und war nebenbei noch ein Jahr lang als Stützpunkttrainer für den Deutschen Fußball-Bund aktiv. Ab 2019 trainierte Ferchichi verschiedene Jugendmannschaften des TSV Havelse, bevor er am 21. September 2022 das Traineramt der auf dem letzten Tabellenplatz in der viertklassigen Regionalliga Nord spielenden ersten Mannschaft übernahm. Ferchichi führte die Mannschaft noch zum Klassenerhalt und gewann mit den Havelsenern in der Saison 2024/25 die Meisterschaft der Regionalliga Nord. Anschließend setzte sich die Mannschaft in der Relegation gegen 1. FC Lokomotive Leipzig durch und stieg in die 3. Liga auf.

## Erfolge
- Meister der Regionalliga Nord: 2024/25
- Aufstieg in die 3. Liga: 2025